# 야코포 콘타리니

야코포 콘타리니의 문장.

야코포 콘타리니 (Jacopo Contarini, 1194년-1280년)는 제47대 베네치아 공화국의 도제로, 1275년 9월 6일부터 사퇴를 한 1280년 3월 6일까지 재임했다.
가장 저명한 베네치아의 귀족 가문 중 한 곳의 출신이였음에도, 콘타리니는 영향력 있는 인물로 고려되지 않았고 그는 두 주요 세력 사이의 타협으로서 선택된 것이였을 것이다. 이미 80대라는 나이에다가 이스트리아와 크레타의 반란, 안코나와의 전쟁등 그의 지위에 대한 도전에 대처 할 수 없었고, 그는 5년만에 도제 자리를 사임하고 수도원으로 은퇴하여 같은 해에 사망했다. 그능 프라리의 교회에 묻혔을 것이다. 그는 야코비나 (Jacobina)와 혼인했다.